# Михелн (Гајзелтал)
Михелн (њем. Mücheln) град је у њемачкој савезној држави Саксонија-Анхалт. Једно је од 29 општинских средишта округа Зале. Према процјени из 2010. у граду је живјело 9.560 становника. Посједује регионалну шифру (AGS) 15088235.

## Географски и демографски подаци
Михелн се налази у савезној држави Саксонија-Анхалт у округу Зале. Град се налази на надморској висини од 164 метра. Површина општине износи 98,6 km². У самом граду је, према процјени из 2010. године, живјело 9.560 становника. Просјечна густина становништва износи 97 становника/km².